# Stefanie van Leersum
Stefanie van Leersum, née le 3 mai 1990 à Rotterdam, est une actrice néerlandaise.

## Filmographie

### Cinéma
- 2010 : Tien torens diep (nl) : Martha
- 2012 : Sevilla de Bram Schouw : Kaat[2]
- 2012 : Sevilla de Bram Schouw : Kaat[3]

- 2012 : Van God Los (nl) : Kat
- 2013 : Sky High de Shady El-Hamus[4]
- 2014 : Zes Dates : Sara
- 2014 : Flikken Maastricht : Sandy
- 2014 : Suspicious Minds[Quoi ?] : Sara
- 2014 : Moordvrouw : Kim Dijkgraaf
- 2016 : Tonio (nl) de Paula van der Oest : Jenny[5]
- 2016 : Project Orpheus : Nienke de Wit
- 2016 : Queer Amsterdam : Sam
- 2016 : All-in Kitchen (nl): Esmee Brood
- 2016 : Celblok H (nl) : Ankie
- 2017 : Het bestand (nl) de Thomas Korthals Altes : Lilian[6]
- 2017 : Force (nl) : Destiny van Nuenen
- 2018 : Suspects : Roos Brouwers
- 2018 : Moordvrouw : Bo Breugel